# 필리프 데스콜라

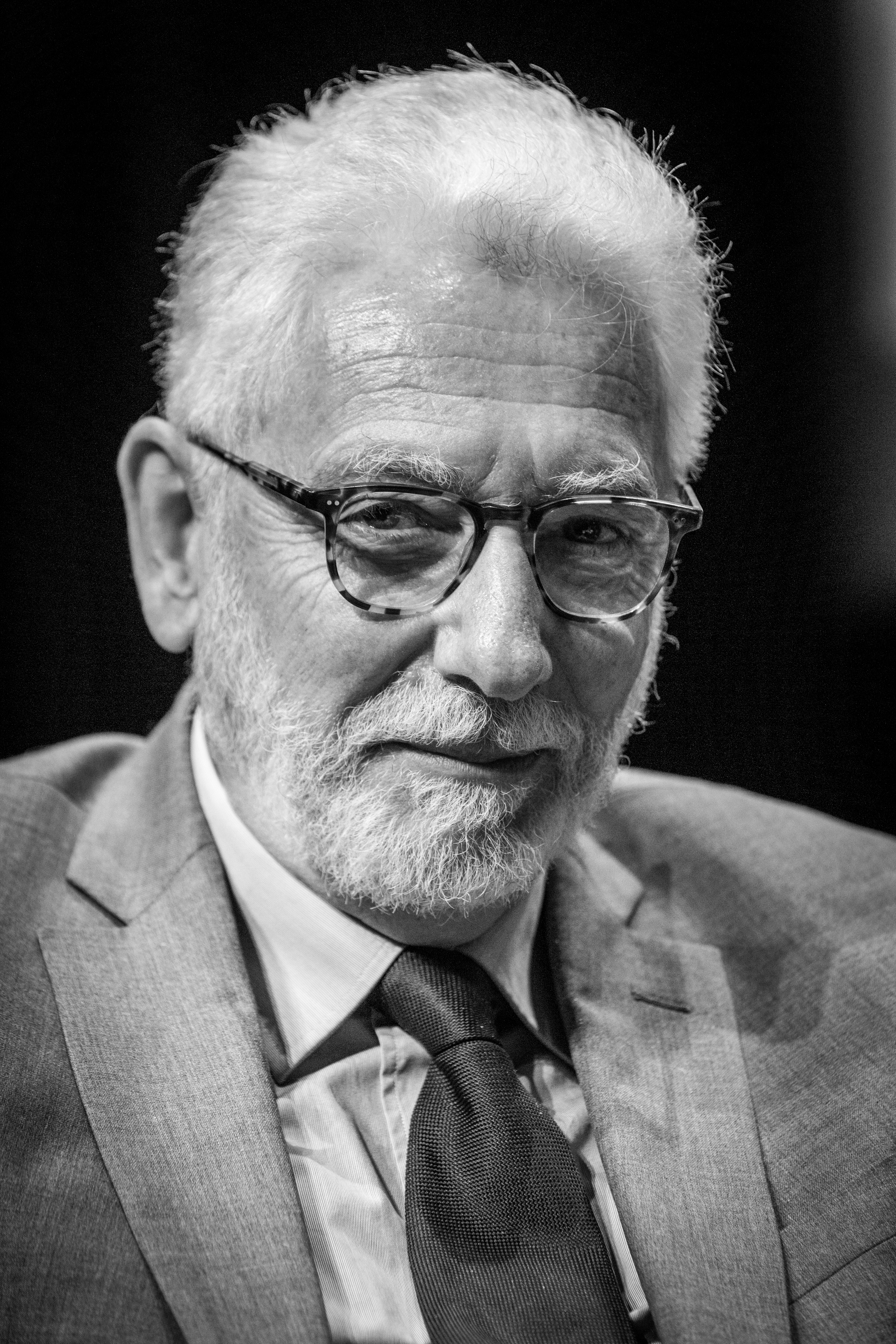

필리프 데스콜라(Philippe Descola, 1949년, 파리 ~ )는 프랑스의 인류학자이다. 데스콜라의 연구는 자연과 사회화 전반에 걸쳐 있고, 이것을 바탕으로 비교인류학적인 분석을 수행하고 있다. 그는 아마존 등 현장 작업을 벌이고 있다. 그의 아내도 연구를 돕고 있다.